# 田村元一
田村 元一（たむら もといち、1885年（明治18年）5月1日 - 1961年（昭和36年）9月29日）は、大日本帝国陸軍軍人。最終階級は陸軍中将。

## 経歴
1885年（明治18年）に山口県で生まれた。陸軍士官学校第18期、陸軍大学校第27期卒業。1931年（昭和6年）3月28日に熊本連隊区司令官に就任し、8月1日に陸軍歩兵大佐に進級した。1933年（昭和8年）3月には歩兵第18連隊長に転じた。
1936年（昭和11年）3月7日、陸軍少将進級と同時に歩兵第3旅団長に着任。1938年（昭和13年）7月に豊予要塞司令官に転じ、1939年（昭和14年）3月9日に陸軍中将に進級し待命、3月20日に予備役に編入された。
1947年（昭和22年）11月28日、公職追放仮指定を受けた。

## 栄典
勲章等
- 1940年（昭和15年）8月15日 - 紀元二千六百年祝典記念章[4]